# Линдси (Охајо)
Линдси (енгл. Lindsey) град је у америчкој савезној држави Охајо.

## Демографија
По попису из 2010. године број становника је 446, што је 58 (-11,5%) становника мање него 2000. године.
| Група             | 2000.       | 2010.       |
| Белци             | 457 (90,7%) | 389 (87,2%) |
| Афроамериканци    | 1 (0,2%)    | 2 (0,4%)    |
| Азијати           | 1 (0,2%)    | 2 (0,4%)    |
| Хиспаноамериканци | 40 (7,9%)   | 51 (11,4%)  |
| Укупно            | 504         | 446         |